# 德文蛤属
德文蛤屬（学名：Devonia），是帘蛤目寄生蛤科的一個屬。

## 物種
根據WoRMS，本屬只有兩個物種：
- Devonia perrieri (Malard, 1904)
- 内壳德文蛤 D. semiperi (Oshima, 1930)

下列物種被認為是同種異名：
- Devonia ohshimai Kawahara, 1942 被認為是 Anisodevonia ohshimai (Kawahara, 1942)